# La sconfitta di Judenič
La sconfitta di Judenič (Разгром Юденича) è un film del 1940 diretto da Pavel Petrovič Petrov-Bytov.